# Royalton (Minnesota)
Royalton is een plaats (city) in de Amerikaanse staat Minnesota, en valt bestuurlijk gezien onder Benton County en Morrison County.

## Demografie
Bij de volkstelling in 2000 werd het aantal inwoners vastgesteld op 816.
In 2006 is het aantal inwoners door het United States Census Bureau geschat op 924, een stijging van 108 (13,2%).

## Geografie
Volgens het United States Census Bureau beslaat de plaats een oppervlakte van
4,5 km², geheel bestaande uit land.

## Plaatsen in de nabije omgeving
De onderstaande figuur toont nabijgelegen plaatsen in een straal van 20 km rond Royalton.